# Bagne de Saint-Laurent-du-Maroni
Le bagne de Saint-Laurent-du-Maroni ou camp de la Transportation était un établissement pénitentiaire en Guyane, qui n'existe plus aujourd'hui. Ce bagne était la centrale du bagne de la Guyane française.
Une partie du site est aujourd'hui restaurée et abrite le musée du bagne.

## Histoire
Le bagne est créé par la loi du 26 août 1792 qui prévoit la déportation politique en Guyane d'« ecclésiastiques non sermentés » puis d'ecclésiastiques dénoncés pour cause d'incivisme (loi du 23 avril 1793) et en 1795 pour les ennemis de la révolution française. Le Directoire déporta ainsi 328 personnes à Sinnamary de 1797 à 1798, mais le blocus maritime imposé par l’Angleterre ainsi que les nombreuses épidémies qui s'y développent entraînent l'arrêt de l'application de ces mesures.
Le 22 novembre 1850, Louis Napoléon proclamait : « 6 000 condamnés dans nos bagnes grèvent les budgets d'une charge énorme, se dépravant de plus en plus, et menaçant incessamment la société. Il me semble possible de rendre la peine des travaux forcés plus efficace, plus moralisatrice, moins dispendieuse, et plus humaine en l'utilisant au progrès de la colonisation française ». Le 31 mars 1852, le premier convoi de condamnés partait de Brest à destination des îles du Salut.
Le 21 février 1858, le bagne de Saint-Laurent-du-Maroni était inauguré sur le fleuve Maroni. Il était constitué de plus de 12 bâtiments (rangées de « cases » contenant les cellules de part et d'autre de la cour intérieure, un hôpital, des cuisines, les bâtiments du personnel, lavoir et bibliothèque). Tous les condamnés venant de la France métropolitaine débarquaient d'abord à Saint-Laurent et étaient ensuite répartis entre les différents camps et pénitenciers de la Guyane.
Le 16 mars 1880, on créa également la ville de Saint-Laurent-du-Maroni, qui était une commune pénitentiaire, dont les habitants étaient presque tous des gardiens ou des bagnards libérés.
En 1912, l'hôpital de Saint-Laurent était construit.
Le bagne de Saint-Laurent-sur-Maroni ne ferma qu'en 1946, année où le bagne tout entier cessa définitivement d'exister. Sa fermeture fut décidée par le décret-loi de Daladier, en 1938.
Le site est classé monument historique par arrêté du 14 février 1995.

## Vie au bagne
Le bagne de Saint-Laurent-sur-Maroni n'était qu'un dépôt temporaire. Dans ce camp de la transportation, tous les condamnés débarquaient pour être ensuite envoyés dans les autres camps et pénitenciers. Seulement un petit nombre de bagnards restait à Saint-Laurent. Ceux-ci étaient presque tous employés dans l'administration (par exemple jardiniers) et étaient des hommes considérés peu dangereux. On estimait qu'ils ne tenteraient pas de s'enfuir.
Quand un bateau (La Loire, Le Martinière) arrivait de métropole (Saint-Martin-de-Ré), on séparait d'abord les « chevaux de retour » (forçats évadés) et les récidivistes du reste, pour les envoyer aux îles du Salut, d'où toute fuite était considérée comme impossible (certains bagnards réussirent tout de même à s'en échapper, par exemple l'homme à l'histoire douteuse Henri Charrière, dit Papillon).
Le reste des forçats restait quelque temps à Saint-Laurent, pour être ensuite réparti entre les différents camps. 
Ceux que l'on pensait tentés par l'évasion étaient envoyés aux Îles. Les hommes moins dangereux, qui n'étaient condamnés que pour de petits délits, pouvaient avoir la chance d'être employés dans l'administration. On divisa aussi les nationalités. Il y avait des camps réservés pour les condamnés de l'Indochine (par exemple le camp Saut Tigre), les Arabes devenaient souvent des "porte-clefs".
Saint-Laurent étant doté d'un hôpital, beaucoup de condamnés attendant d'être transférés aux Îles feignaient une maladie pour y être envoyés. Comme beaucoup de bagnards travaillaient dans cet établissement, ce n'était pas trop difficile. Ainsi les simulateurs disposaient-ils du temps nécessaire à l'élaboration d'un plan d'évasion (tactique décrite aussi par Charrière).
Ceux qui avaient la chance de rester à Saint-Laurent étaient généralement beaucoup mieux  traités que les condamnés des autres camps. Leur travail était simple, ils pouvaient aller et venir presque librement dans l'enceinte du bagne (leurs cellules de 2 m de longueur sur 1,80 m de largeur servaient uniquement pour dormir) et ils avaient droit à une meilleure nourriture, excepté les bagnards punis (par exemple ceux pris à cacher leur « planc » dans leur anus pour y renfermer l'argent destiné à leur évasion). Ceux-ci étaient alors  enfermés au quartier disciplinaire constitué de quatre cases collectives dans lesquelles ils étaient allongés sur des bat-flancs en ciment munis de « barre de justice » enchaînant les chevilles avec une manille.

## Musée de Saint-Laurent-du-Maroni - Centre d'interprétation de l'architecture et du patrimoine
Un musée a été créé dans une partie des zones restaurées.

## Galerie

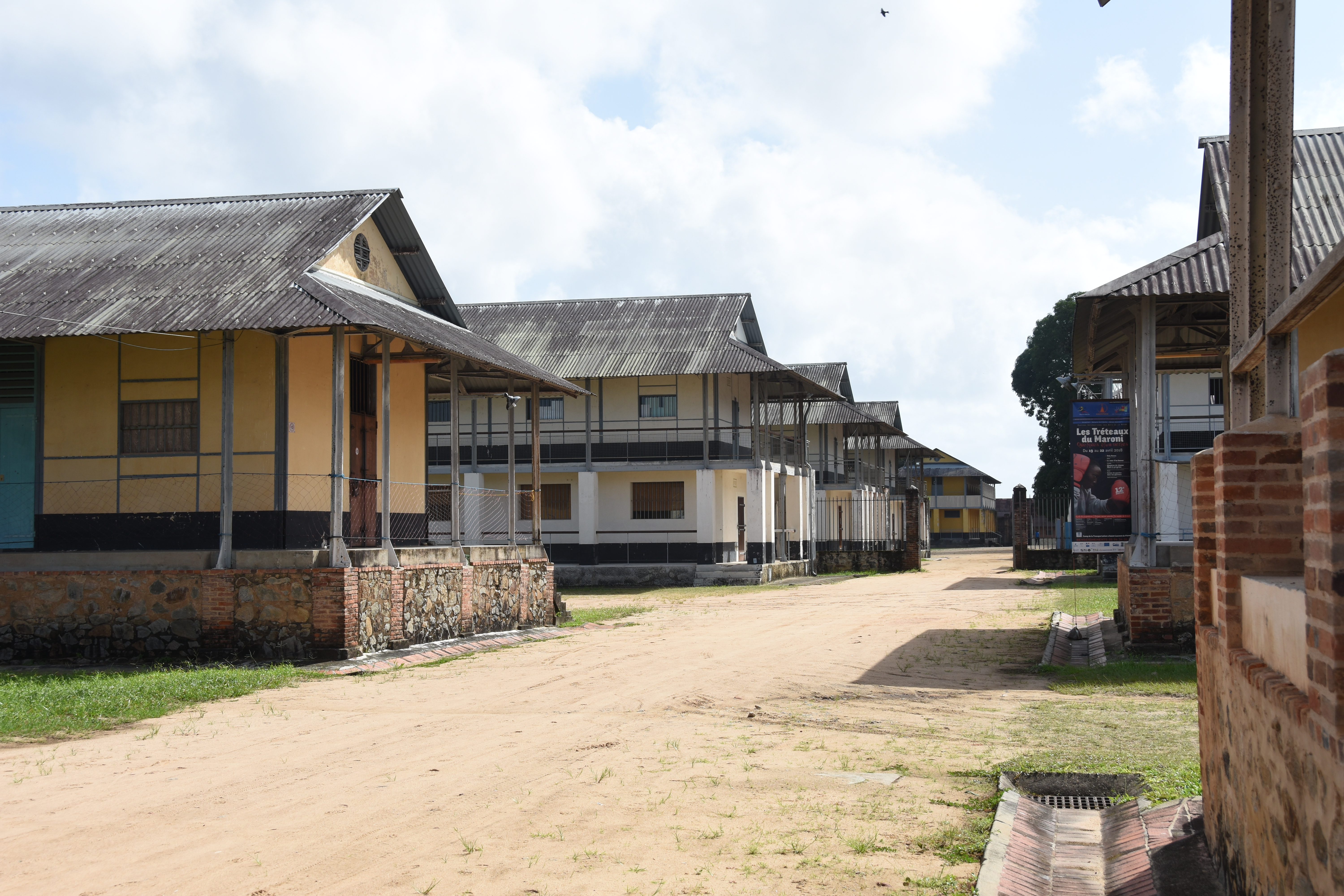
Vue actuelle de l'ancien bagne de Saint-Laurent-du-Maroni.
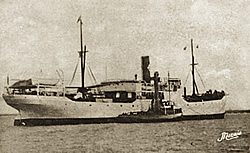
La Martinière transportait les forçats depuis Saint-Martin-de-Ré.
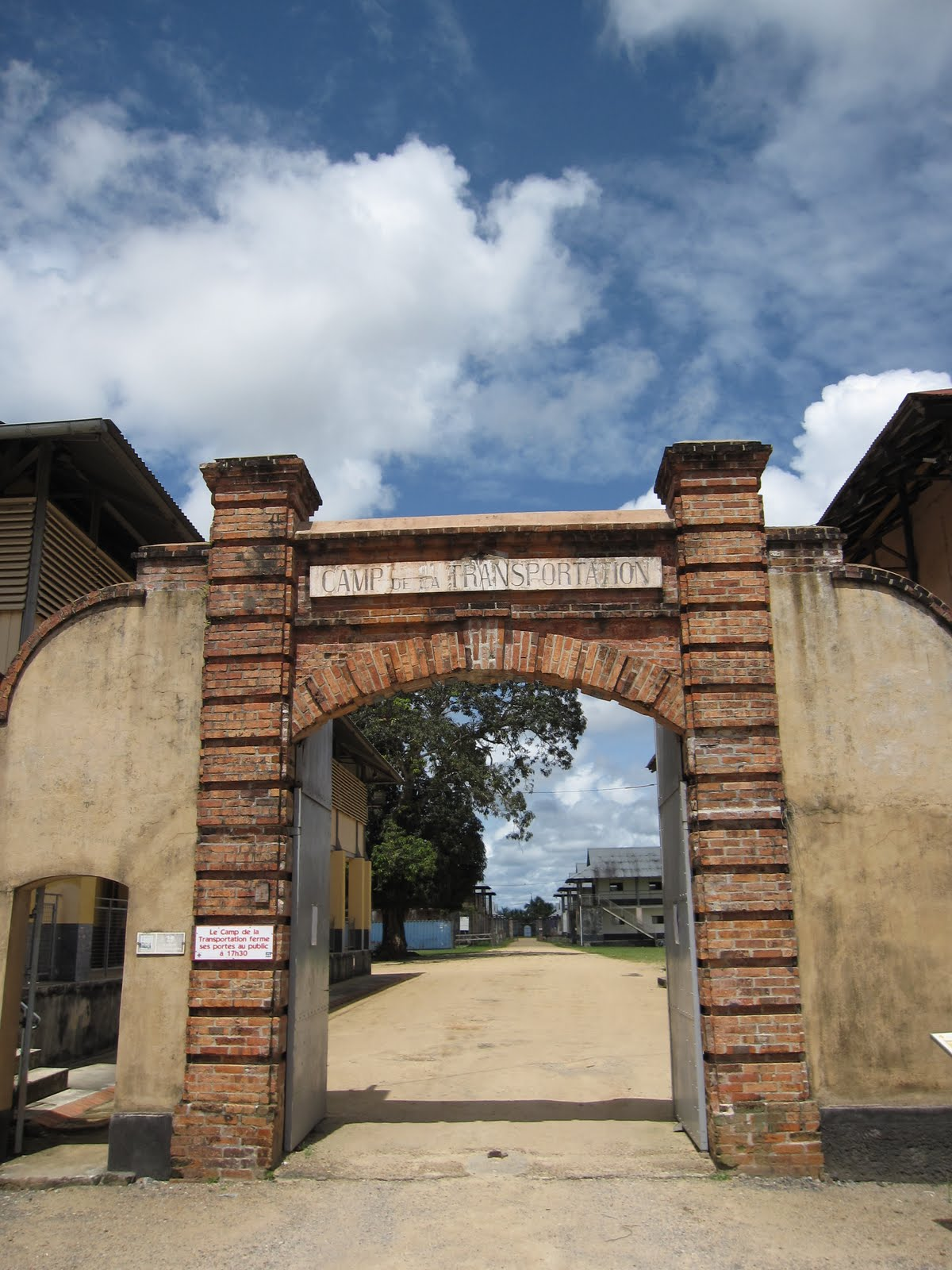
Entrée du camp.
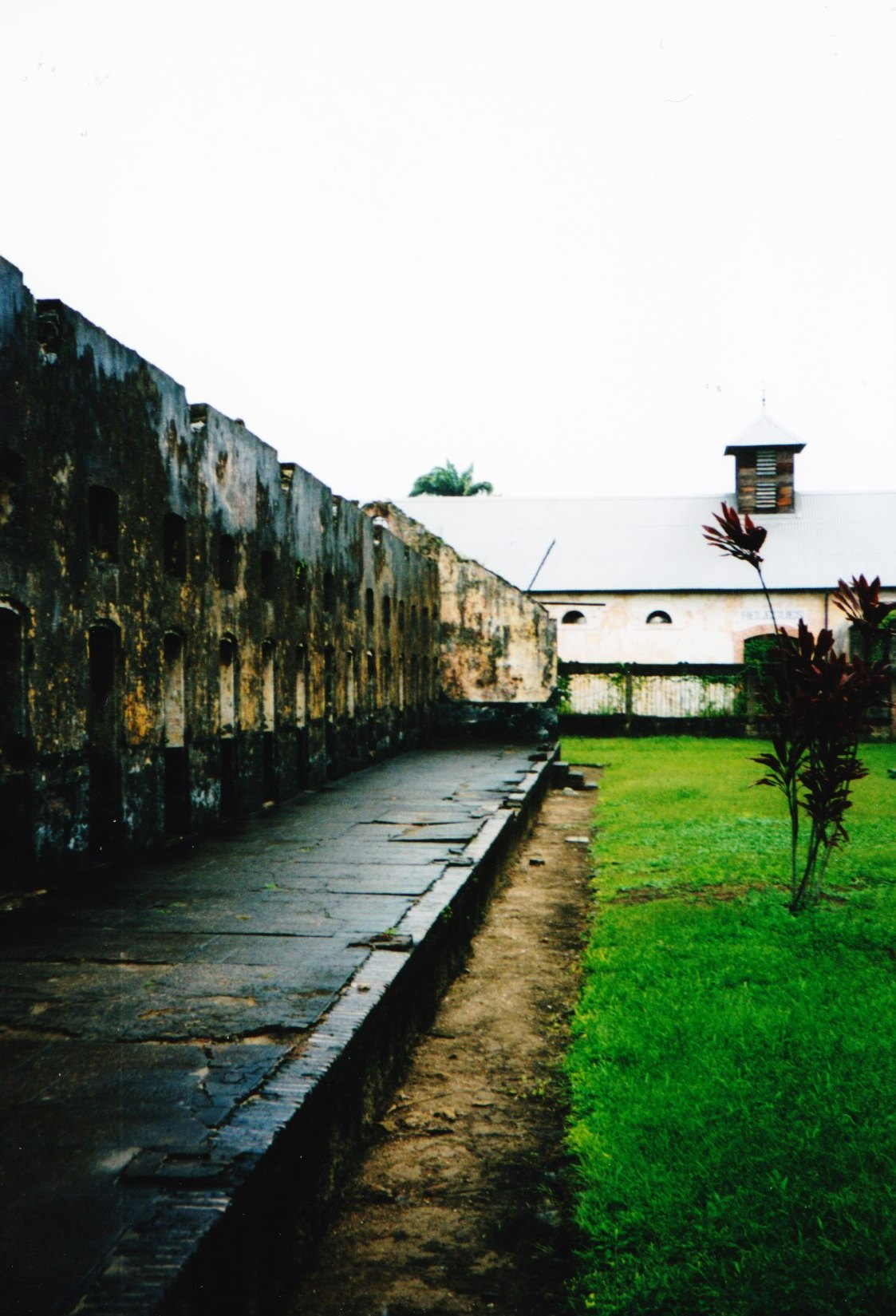
Rangée de cellules avec leurs portes surmontées d'un soupirail.